# Matthew Simson
Matthew Simson (auch Matt Simson; * 28. Mai 1970) ist ein ehemaliger britischer Kugelstoßer.
Bei den Junioreneuropameisterschaften 1989 in Varaždin errang er Bronze.
1990 wurde er für England startend bei den Commonwealth Games in Auckland Neunter. 1991 gewann er bei der Universiade Silber, 1994 bei den Commonwealth Games in Victoria Gold.
1993 und 1996 wurde er im Freien Englischer Meister, 1989 in der Halle.

## Bestleistungen
- Kugelstoßen: 19,49 m, 28. August 1994, Victoria
  - Halle: 19,41 m, 2. Februar 1997, Gainesville